# Sweet Lovin'
Sweet Lovin' (Doce amada em português) é a segundo single do DJ britânico Sigala. Ele apresenta os vocais de Bryn Christopher, vocalista de I See MONSTAS. Foi lançado em 4 de dezembro de 2015 com formato digital no Reino Unido através da gravadora Ministry of Sound. A canção atingiu o número 3 no Reino Unido e número 6 na Irlanda.

## Recepção crítica
Em uma revisão muito positiva , Lewis Corner do Digital Spy chamou a canção "outro batida ao estilo tropical house com um coro eufórico e melado, e vocais com alma".

## Faixas
| Digital download – single |                                                          |         |  |
| N.º                       | Título                                                   | Duração |  |
| 1.                        | "Sweet Lovin'" (featuring Bryn Christopher) (Radio Edit) | 3:22    |  |

| Digital download – EP |                                         |         |  |
| N.º                   | Título                                  | Duração |  |
| 1.                    | "Sweet Lovin'" (Re-Edit)                | 4:13    |  |
| 2.                    | "Sweet Lovin'" (Brookes Brothers Remix) | 3:46    |  |
| 3.                    | "Sweet Lovin'" (Crookers Remix)         | 5:43    |  |
| 4.                    | "Sweet Lovin'" (Steve Smart Remix)      | 4:21    |  |
| 5.                    | "Sweet Lovin'" (Extended Mix)           | 4:57    |  |

## Desempenho nas paradas
| Parada (2015–16)                               | Melhor posição |
| ---------------------------------------------- | -------------- |
| Austrália (ARIA)                               | 11             |
| Áustria (Ö3 Austria Top 75)                    | 7              |
| Bélgica (Ultratop 50 de Flandres)              | 10             |
| Bélgica (Ultratop Dance de Flandres)           | 5              |
| Bélgica (Ultratip Bubbling Under da Valônia)   | 11             |
| Bélgica (Ultratop Dance da Valônia)            | 47             |
| República Checa (Rádio Top 100)                | 3              |
| França (SNEP)                                  | 143            |
| O campo songid é OBRIGATÓRIO PARA PARADA ALEMÃ | 15             |
| Hungria (Dance Top 40)                         | 26             |
| Hungria (Rádiós Top 40)                        | 8              |
| Hungria (Single Top 40)                        | 24             |
| Irlanda (IRMA)                                 | 6              |
| Países Baixos (Dutch Top 40)                   | 23             |
| Países Baixos (Single Top 100)                 | 44             |
| New Zealand Heatseekers (RMNZ)                 | 2              |
| Polónia (Polish Airplay Top 100)               | 2              |
| Polónia (Polish TV Airplay Chart)              | 5              |
| Escócia (Scottish Singles Chart)               | 1              |
| ERRO: DEVE FORNECER ano PARA TABELA eslovaca   | 44             |
| Suécia (Sverigetopplistan)                     | 29             |
| Suíça (Schweizer Hitparade)                    | 31             |
| Reino Unido (UK Singles Chart)                 | 3              |
| Reino Unido (UK Dance Chart)                   | 1              |
| Reino Unido (OCC UK Indie)                     | 1              |

## Histórico de lançamento
| Região      | Data                  | Formato          | Gravadora         |
| ----------- | --------------------- | ---------------- | ----------------- |
| Irlanda     | 4 de dezembro de 2015 | Descarga digital | Ministry of Sound |
| Reino Unido | 4 de dezembro de 2015 | Descarga digital | Ministry of Sound |